# Хон Мён Бо
Хон Мён Бо (кор. 홍명보?, 洪明甫?; род. 12 февраля 1969[…], Сеул) — южнокорейский футболист.

## Биография
Почти всю свою карьеру провёл в лигах Южной Кореи и Японии. Хон Мён Бо является настоящим символом и легендой корейского клуба «Пхохан Стилерс». В 2000 году вошёл в число участников символической сборной японской Джей-лиги по итогам года.
Звёздный час игрока настал на домашнем чемпионате мира 2002 года. Южнокорейцы дошли до полуфинала турнира и, несмотря на повсеместно отмечавшуюся изрядную долю помощи со стороны судейского корпуса, успехи отдельных игроков в той команде были отмечены ФИФА. Так, Хон Мён Бо получил Бронзовый мяч турнира, уступив лишь участникам финального матча бразильцу Роналдо и немцу Оливеру Кану. Для сравнения, в 1998 году такой чести был удостоен чемпион француз Лилиан Тюрам, а в 2006 году — также чемпион итальянец Андреа Пирло.
Хон Мён Бо закончил карьеру игрока в североамериканской лиге MLS, в клубе «Лос-Анджелес Гэлакси».
За сборную своей страны сыграл 136 матчей и забил 10 мячей, участвовал в четырёх кубках мира. Вместе с соотечественником Чха Бом Гыном многими специалистами рассматривается в числе величайших футболистов Азии всех времён.
С 2005 работал в тренерском штабе сборной Южной Кореи. Включён в список величайших живущих футболистов ФИФА 100, составленный Пеле в 2004 году.

## Достижения

### Командные
- Чемпион Южной Кореи: 1992
- Обладатель Кубка Южной Кореи: 1996
- Победитель Кубка азиатских чемпионов: 1997
- Обладатель Кубка Джей-лиги: 1999
- 4-е место на чемпионате мира 2002 года

### Личные
- Обладатель «Бронзового мяча» чемпионата мира: 2002
- Включён в символическую сборную чемпионата мира: 2002
- Входит в список ФИФА 100

## Государственные награды
- Орден «За спортивные заслуги» 2 класса Республики Корея — орден Отважного тигра (2 июля 2002)[3]